# Sites mégalithiques du Calvados
Cet article présente les sites mégalithiques du département du Calvados.

## Répartition géographique
| \| Caen Bayeux Lisieux Vire \| Répartition des sites mégalithiques du Calvados · : dolmen - : menhir - : autre site mégalithique |
| Caen Bayeux Lisieux Vire |

La distribution des menhirs dans le département correspond aux secteurs géologiques où les affleurements de la roche permettent une extraction facilitée d'un monolithe. De même, presque tous les dolmens sont implantés sur des terrains jurassiques.

## Les nécropoles
Parmi les constructions mégalithiques du département du Calvados, on peut observer cinq nécropoles construites dans les alentours de Caen. Elles se caractérisent par l'usage quasi-exclusif du calcaire en petites dalles utilisées brutes de carrière. Leur taille est variable, de quelques dizaines de mètres de diamètre (Nécropole d'Ernes-Condé) à plus de soixante mètres de long (tumulus de Colombiers-sur-Seulles). Les formes sont diverses : cercles (nécropole d'Ernes-Condé, Pierre Tourneresse), quadrilatère (tumuli de la Hogue et de la Hoguette) et même trapèze (tumulus de Colombiers-sur-Seulles).  La hauteur initiale des édifices est inconnue puisqu'aucun monument ne nous est parvenu intact. Les édifices ont été construits, sur un sol en terre plus ou moins aplani, en pierres sèches, avec des façades systématiquement parementées, l'intérieur du cairn étant composé de pierrailles ou de cailloutis. Lorsque le diamètre du monument dépasse une douzaine de mètres, le cairn est renforcé par des cloisons internes (en pierre, parfois en bois) disposées en rayon, longitudinalement ou transversalement.
L'entrée des tombes comporte généralement un raccord à angle droit entre la façade et le couloir. Les couloirs sont rectilignes. Leur longueur varie de 2 m à plus de 10 m mais leur largeur dépasse rarement 1 m. Ils sont délimités par un muret en pierres sèches de chaque côté et surmontés de blocs massifs en grès. Le cairn renferme une ou plusieurs chambres de forme ronde (diamètre compris entre 2,20 m et 5,20 m) dont la couverture est montée en encorbellement. Le sol des chambres est parfois dallé.

## Inventaire non exhaustif
| Nom usuel                               | Commune                                      | Remarque                                              | Protection                            | Coordonnées                 | Illustration                            |
| --------------------------------------- | -------------------------------------------- | ----------------------------------------------------- | ------------------------------------- | --------------------------- | --------------------------------------- |
| Menhir des Planches                     | Amblie                                       | menhir douteux                                        |                                       | 49° 17′ 07″ N, 0° 30′ 55″ O | Menhir des Planches                     |
| Tumuli                                  | Bellengreville                               |                                                       | Détruits                              |                             |                                         |
| Menhir de la Demoiselle de Bracqueville | Bény-sur-Mer                                 |                                                       | Classé MH (1933)                      | 49° 16′ 55″ N, 0° 26′ 34″ O | Menhir de la Demoiselle de Bracqueville |
| Pierres Branlantes                      | Biéville-Beuville                            |                                                       | Classé MH (1956)                      | 49° 14′ 37″ N, 0° 18′ 47″ O | Les Pierres Branlantes                  |
| Polissoirs de Poussendre                | Bons-Tassilly                                | 2 polissoirs                                          | Inscrit MH (1976) · Inscrit MH (1976) | 48° 58′ 10″ N, 0° 13′ 25″ O | Polissoirs de Poussendre                |
| La Pierre Tourneresse                   | Cairon                                       |                                                       | Inscrit MH (1954)                     | 49° 14′ 06″ N, 0° 26′ 29″ O | Pierre Tourneresse                      |
| Tumuli                                  | Chicheboville                                |                                                       | Détruits                              |                             |                                         |
| Menhir des Demoiselles                  | Colombiers-sur-Seulles                       | menhir douteux                                        | Classé MH (1889)                      | 49° 17′ 48″ N, 0° 30′ 25″ O | Menhir des Demoiselles                  |
| Tumulus de Colombiers-sur-Seulles       | Colombiers-sur-Seulles                       |                                                       |                                       | 49° 17′ 48″ N, 0° 29′ 41″ O | Tumulus de Colombiers-sur-Seulles       |
| Les Grosses Devises                     | Colomby-sur-Thaon et Thaon                   | 2 menhirs                                             |                                       | 49° 15′ 22″ N, 0° 25′ 10″ O | Les Grosses Devises                     |
| Pierre Cornue                           | Condé-sur-Ifs                                |                                                       | Classé MH (1889)                      | 49° 02′ 33″ N, 0° 07′ 42″ O | Pierre Cornue                           |
| Nécropole d'Ernes-Condé                 | Condé-sur-Ifs et Ernes                       | Butte du Hu, tumulus et tombes de La Bruyère-du-Hamel | Classé MH (1974)                      | 49° 01′ 36″ N, 0° 07′ 43″ O | Butte du Hu                             |
| La Belle Roche                          | Culey-le-Patry                               |                                                       | Classé MH (1954)                      | 48° 56′ 59″ N, 0° 33′ 05″ O | La Belle Roche                          |
| Menhir d'Épaney                         | Epaney                                       |                                                       |                                       |                             | Menhir d'Épaney                         |
| Tumulus de la Hogue                     | Fontenay-le-Marmion                          |                                                       | Classé MH (1905)                      | 49° 05′ 45″ N, 0° 21′ 45″ O | Tumulus de la Hogue                     |
| Tumulus de la Hoguette                  | Fontenay-le-Marmion                          |                                                       | Classé MH (1975)                      | 49° 05′ 47″ N, 0° 21′ 16″ O | Tumulus de la Hoguette                  |
| Pierre Tournante                        | Fresney-le-Puceux                            |                                                       | Classé MH (1956)                      | 49° 03′ 24″ N, 0° 21′ 49″ O | Pierre Tournante                        |
| Pierre Tourneresse                      | Gouvix                                       |                                                       | Classé MH (1936)                      | 49° 01′ 57″ N, 0° 19′ 29″ O | Pierre Tourneresse (Gouvix)             |
| Pierre Tournante                        | Livarot                                      |                                                       |                                       | 49° 00′ 57″ N, 0° 10′ 24″ E | Pierre Tournante (Livarot)              |
| Pierre de Luc                           | Luc-sur-Mer                                  |                                                       |                                       | 49° 18′ 53″ N, 0° 21′ 19″ O | Pierre de Luc                           |
| Alignement de la Plumaudière            | Montchauvet                                  |                                                       | Inscrit MH (1976)                     | 48° 56′ 17″ N, 0° 42′ 20″ O | Alignement de la Plumaudière            |
| Menhir d'Olendon                        | Olendon                                      |                                                       |                                       |                             | Menhir d'Olendon                        |
| Polissoir d'Ouilly-le-Tesson            | Ouilly-le-Tesson                             |                                                       |                                       |                             | Polissoir d'Ouilly-le-Tesson            |
| Pierre Debout                           | Reviers                                      | menhir douteux                                        | Classé MH (1934)                      | 49° 18′ 06″ N, 0° 27′ 19″ O | Pierre debout                           |
| Dolmen de la Loge aux Sarrazins         | Saint-Germain-de-Tallevende-la-Lande-Vaumont |                                                       | Classé MH (1934)                      | 48° 47′ 28″ N, 0° 52′ 27″ O | Dolmen de la Loge aux Sarrazins         |
| Menhir de la Roche Piquée               | Saint-Germain-le-Vasson                      |                                                       | Classé MH (1951)                      | 48° 59′ 48″ N, 0° 19′ 14″ O | Menhir de la Roche Piquée               |
| Menhir des Vingt Acres                  | Soulangy                                     |                                                       |                                       | 48° 56′ 11″ N, 0° 12′ 35″ O | Menhir des Vingt Acres                  |
| Menhirs des Longrais                    | Soumont-Saint-Quentin                        | 2 menhirs                                             | Classé MH (1978)                      | 48° 58′ 06″ N, 0° 17′ 49″ O | Menhirs des Longrais                    |
| Pierre de la Hauberie                   | Ussy                                         |                                                       | Classé MH (1945)                      | 48° 55′ 53″ N, 0° 18′ 18″ O | Pierre de la Hauberie                   |
| Pierre du Pot                           | Ussy                                         |                                                       | Classé MH (1945)                      | 48° 56′ 58″ N, 0° 17′ 11″ O | Pierre du Pot                           |
| Menhir de la Grurie                     | Villers-Canivet                              |                                                       |                                       | 48° 56′ 02″ N, 0° 16′ 21″ O | Menhir de la Grurie                     |
| Grosse Pierre de la Bergerie            | Villerville                                  |                                                       |                                       | 49° 22′ 57″ N, 0° 07′ 30″ E | Grosse Pierre de la Bergerie            |
| Menhir de Pierrelaye                    | Villy-Bocage                                 |                                                       | Classé MH (1951)                      | 49° 06′ 12″ N, 0° 39′ 26″ O | Menhir de la Pierre Lée                 |